# Companhia do Boror
A Companhia do Boror foi empresa colonial criada por escritura pública de 8 de agosto de 1899  no território da Zambézia, no actual Moçambique, por iniciativa do capitalista suíço Joseph Émile Stucky de Quay, 1.º conde de Stucky de Quay.
Em 1929, no seu apogeu, a empresa chegou a ter uma área plantada de 14 000 quilómetros quadrados, nos quais existiam mais de 2 000 000 de coqueiros, 600 000 seringueiras e vastas plantações de sisal. A empresa teve a sua sede em Namacurra (ou Kokossani), localidade próxima de Quelimane. Como companhia monopolista, produto do sistema colonial de concessão por prazos utilizado para a ocupação e exploração económica do território, a Companhia do Boror foi nacionalizada após a independência de Moçambique.